# Djibouti ved sommer-OL 2020
Djibouti deltog under Sommer-OL 2020 i Tokyo som blev afviklet i perioden 23. juli til 8. august 2021.

## Medaljer
| 2020 Tokyo | Guld | Sølv | Bronze | Total |
| Djibouti   | 0    | 0    | 0      | 0     |

### Medaljevinderne
| Djibouti under sommer-OL 2020 i Tokyo | Djibouti under sommer-OL 2020 i Tokyo | Djibouti under sommer-OL 2020 i Tokyo | Djibouti under sommer-OL 2020 i Tokyo | Djibouti under sommer-OL 2020 i Tokyo |
| Medalje                               | Navn                                  | Sport                                 | Event                                 | Dato                                  |
| ------------------------------------- | ------------------------------------- | ------------------------------------- | ------------------------------------- | ------------------------------------- |
| -                                     | -                                     | -                                     | -                                     | -                                     |